# Гарнер, Джеймс
Джеймс Гарнер (англ. James Garner; 7 апреля 1928, Норман, Оклахома, США — 19 июля 2014, Брентвуд, Лос-Анджелес, Калифорния, США) — американский актёр, лауреат премий «Эмми» и «Золотой глобус».

## Биография

### Ранние годы
Джеймс Скотт Бамгарнер родился в городке Норман, Оклахома, США. Младший из трёх сыновей. Его мать, наполовину чероки, умерла когда мальчику исполнилось четыре года. После смерти матери, Джеймс с братьями был отправлен к родственникам. В 1934 году произошло воссоединение детей с отцом. В это же время их отец повторно женился. Мальчики росли в атмосфере напряженности в отношениях с мачехой. Вилма частенько поколачивала детей, особенно младшего. После разрыва со второй женой Велдом Бамгарнер переехал в Лос-Анджелес, в то время как сыновья остались в Норманне.
В 14-16 лет Джеймс успел поработать в нескольких отраслях, ни одна из которых ему не нравилась. В 16 лет Гарнер поступил в Морскую академию торговли США. Преуспевая в обучении, Джеймс тем не менее страдал от морской болезни и вследствие этого бросил учёбу.
В 17 лет он переезжает к отцу в Лос-Анджелес, где был зачислен в Голливудскую среднюю школу, во время обучения считался одним из самых талантливых студентов. В старших классах подрабатывал моделью у дизайнера Майкла Янтцен. Получал за свою работу хорошие деньги — 25 долларов в час, однако позже, в одном из интервью, сообщил, что всегда ненавидел работу модели. Так что вскоре бросил работу и уехал в родной город. Позже присоединился к национальной гвардии и в составе 24 дивизии армии Соединённых Штатов в течение 14 месяцев участвовал в Корейской войне. Был дважды ранен. За первое ранение получил Пурпурное сердце. Окончил университет Оклахомы.
В 1954 году друг Гарнера по школе, Пол Грегори, предложил ему роль в Бродвейской постановке «Трибунал над бунтовщиком с «Кейна»», где он мог наблюдать и учиться у Генри Фонда. Джеймс изменил свою фамилию Бумгарнер на Гарнер, после того как студия утвердила на роль Джеймса Гарнера, вместо Бумгарнера.

### Карьера
В большом кино Гарнер дебютировал в фильме «Неизвестный» (1956), затем сыграл вместе с Марлоном Брандо в фильме «Сайонара» (1957) и быстро приобрел репутацию одного из талантливых актёров.
В 1957 году Гарнер получил роль Бретта Мэверика, профессионального вора, в комедийном вестерне «Мэверик». Никто не ожидал такого ошеломительного успеха сериала. Было отснято 7 сезонов, прежде чем компания Warner Brothers решила запустить ещё один проект с братом Бретта Мэверика, Бартом, роль которого исполнил Джек Келли. В одном из эпизодов в сериале появился Клинт Иствуд. Критики весьма лестно отзывались о игре Гарнера, однако ему пришлось покинуть сериал из-за разногласий с компанией. Студия пыталась заменить главного героя его кузеном, которого сыграл Роджер Мур, а позже на загримированного под Джеймса Гарнера Роберта Колберта. Однако рейтинг сериала стал неуклонно падать.

### 1960—1980
В 1960-е Гарнер снялся в таких фильмах как «Мальчики отправляются гулять» (1962), «Доведенный до ручки» (1963), «Большой побег» (1963), «Американизация Эмили» (1964).
В 1969 году снялся в детективной драме «Марлоу», где сыграл частного детектива Филипа Марлоу, главного героя произведений Рэймонда Чандлера. Снявшись в фильме, где Брюс Ли противостоит ему в двух эпизодах, Джеймс становится его учеником. Брюс Ли обучает его своему методу Джит Кун-До.
В 1970-е актёр в основном снимается в телевизионных постановках. Сериал «Николс» в то время оказался совершенно провальным. Поэтому Рой Хаггинс решил снять сериал, подобный «Мэверику», действие которого происходит в настоящее время. Так появилось «Досье детектива Рокфорда», после которого режиссёры вновь обратили своё внимание на Джеймса. Несмотря на популярность сериала Гарнер покинул проект из-за проблем со здоровьем, в частности, из-за травмы колена, полученной во время войны.
В 1981 году Гарнер вернулся в кино, чтобы продолжать сниматься в сериале «Мэверик», однако NBC неожиданно закрыли проект, несмотря на высокие рейтинги. В 1980-е Гарнер сыграл в ряде фильмов несколько драматических ролей. Впервые за всю карьеру Гарнер был номинирован на премию «Оскар» за роль в фильме «Любовь Мерфи» (1985). Однако он так и не смог вернуть себе былой славы в кино.

### Последние годы
Немного удачнее карьера у Гарнера складывалась на телевидении. Он снялся в таких телепостановках, как «Звуки сердца» (1984), «Обещание» (1986) и «Варвары у ворот» (1993), показав таким образом, что его драматические способности были недооценены. Последние работы актёра: «Меверик» (1994), «Мои дорогие американцы» (1996), «Божественные тайны сестричек Я-Я» (2000), «Дневник памяти» (2004).
22 апреля 1988 года перенес операцию по аортокоронарному шунтированию сердца, после чего бросил курить. В мае 2008 года перенес тяжелый инсульт, был прооперирован и быстро поправился.
В заключительные годы жизни много болел, практически не выходил из больницы. Скончался вечером 19 июля 2014 года в своём доме в Лос-Анджелесе в возрасте 86 лет.

## Личная жизнь
Джеймс Гарнер был женат на Лоис Кларк, которую он встретил на ралли в 1954 году. Гарнер сравнивал брак с армией, заявляя, «все жалуются, но вы будете удивлены, узнав сколько людей идет добровольцами на сверхсрочную военную службу».
Участвовал в автогонках, основал команду American International Racers. Страстный поклонник гольфа. Поддерживал Университет штата Оклахома и Демократическую партию США.

## Наследие
За достижения в области кинематографа, Гарнер получил звезду на голливудской «Аллее славы». 21 апреля 2006 года 10-метровая бронзовая статуя Джеймса Гарнера была установлена в Нормане, родном городе Гарнера.
Именем Джеймса Гарнера названа улица в его родном городе Норман.

## Избранная фильмография
| Год  |    | Русское название                 | Оригинальное название                  | Роль                                      |
| ---- | -- | -------------------------------- | -------------------------------------- | ----------------------------------------- |
| 1957 | ф  | Сайонара                         | Sayonara                               | капитан Майк Бейли                        |
| 1958 | ф  | Рейнджеры Дарби                  | Darby’s Rangers                        | Уильям Орландо Дарби                      |
| 1959 | ф  | Поднять перископ                 | Up Periscope                           | лейтенант Кеннет Брейден                  |
| 1959 | ф  | Псевдоним — Джесси Джеймс        | Alias Jesse James                      | Брет Мэверик                              |
| 1960 | ф  | Кэш Макколл                      | Cash McCall                            | Кэш Макколл                               |
| 1961 | ф  | Детский час                      | The Children’s Hour                    | доктор Джо Кардин                         |
| 1962 | ф  | Мальчики отправляются гулять     | Boys’ Night Out                        | Фред Уильямс                              |
| 1963 | ф  | Большой побег                    | The Great Escape                       | Боб «Снабженец» Хендли                    |
| 1963 | ф  | Доведенный до ручки              | The Thrill of It All                   | доктор Джеральд Бойер                     |
| 1963 | ф  | Хитрые дельцы                    | The Wheeler Dealers                    | Генри Тайрон                              |
| 1964 | ф  | Американизация Эмили             | The Americanization of Emily           | лейтенант-коммандер Чарльз Эдвард Мэдисон |
| 1965 | ф  | 36 часов                         | 36 Hours                               | майор Джефферсон Пайк                     |
| 1966 | ф  | Дуэль в Диабло                   | Duel at Diablo                         | Джесс Ремсберг                            |
| 1966 | ф  | Мистер Буддвинг                  | Mister Buddwing                        | мистер Буддвинг                           |
| 1966 | ф  | Большой приз                     | Grand Prix                             | Пит Эйрон                                 |
| 1967 | ф  | Час оружия                       | Hour of the Gun                        | Уайетт Эрп                                |
| 1968 | ф  | Розовые джунгли                  | The Pink Jungle                        | Бен Моррис                                |
| 1969 | ф  | Марлоу                           | Marlowe                                | Филип Марлоу                              |
| 1969 | ф  | Поддержите своего шерифа!        | Support Your Local Sheriff!            | шериф Джейсон Маккаллох                   |
| 1971 | ф  | Поддержите своего стрелка!       | Support Your Local Gunfighter!         | Латиго                                    |
| 1973 | ф  | Маленький индеец                 | One Little Indian                      | капрал Клинт Кейес                        |
| 1980 | ф  | Здоровый образ жизни             | HealtH                                 | Гарри Вулф                                |
| 1981 | ф  | Поклонник                        | The Fan                                | Джейк Берман                              |
| 1982 | ф  | Виктор/Виктория                  | Victor/Victoria                        | Кинг Маршан                               |
| 1984 | ф  | Танк                             | Tank                                   | сержант Зак Кэри                          |
| 1985 | ф  | Любовь Мёрфи                     | Murphy’s Romance                       | Мёрфи Джонс                               |
| 1988 | ф  | Закат                            | Sunset                                 | Уайетт Эрп                                |
| 1992 | ф  | Достопочтенный джентльмен        | The Distinguished Gentleman            | Джефф Джонсон                             |
| 1993 | ф  | Огонь в небе                     | Fire in the Sky                        | Фрэнк Уоттерс                             |
| 1994 | ф  | Мэверик                          | Maverick                               | Зейн Купер                                |
| 1995 | с  | Улицы Ларедо                     | Streets of Laredo                      | капитан Вудро Колл                        |
| 1996 | ф  | Мои дорогие американцы           | My Fellow Americans                    | президент Мэтт Дуглас                     |
| 1998 | ф  | Сумерки                          | Twilight                               | Реймонд Хоуп                              |
| 2000 | ф  | Космические ковбои               | Space Cowboys                          | капитан «Танк» Салливан                   |
| 2001 | мф | Атлантида: Затерянный мир        | Atlantis: The Lost Empire              | капитан Рурк                              |
| 2002 | ф  | Божественные тайны сестричек Я-Я | Divine Secrets of the Ya-Ya Sisterhood | Шеп Уокер                                 |
| 2004 | ф  | Дневник памяти                   | The Notebook                           | пожилой Ной Калхун                        |
| 2006 | ф  | Последний подарок                | The Ultimate Gift                      | Ховард Стивенс                            |
| 2009 | мф | Битва за планету Терра           | Battle for Terra                       | Дорон                                     |